# Givrezac
Givrezac – miejscowość i gmina we Francji, w regionie Nowa Akwitania, w departamencie Charente-Maritime.
Według danych na rok 1990 gminę zamieszkiwało 59 osób, a gęstość zaludnienia wynosiła 22 osoby/km² (wśród 1467 gmin regionu Poitou-Charentes Givrezac plasuje się na 915. miejscu pod względem liczby ludności, natomiast pod względem powierzchni na miejscu 1129.).